# CJ ENM
CJ ENM (hangul: 주식회사 씨제이이엔엠 Jusikhoesa Ssijei-i-en-em) – południowokoreańska firma z branży mediów, rozrywki i handlu detalicznego założona w 1994 roku.
CJ ENM powstała w wyniku połączenia dwóch spółek zależnych Grupy CJ, odpowiednio CJ E&M i CJ O Shopping, 1 lipca 2018 roku.

## Historia
Obszary działalności firmy sięgają 1994 roku. Po śmierci Lee Byung-chula z konglomeratu Samsunga miał zostać usunięty dział spożywczy Cheil Jedang. Cheil Jedang znajdował się już pod zarządem własnego kierownictwa, ale proces odłączania trwał do 1997 r. Nowe kierownictwo zainwestowało już w nowe obszary, w tym zakupy w domu, produkcję filmową i kino. Z biegiem czasu powstały nowe spółki zależne, które zostały połączone i zrestrukturyzowane.
W 2010 roku powstało O Media Holdings z połączenia pięciu spółek: CJ Media, On-Media, Mnet Media, CJ Internet i CJ Entertainment.
W 2011 roku nazwa firmy została zmieniona na CJ E&M (CJ Entertainment and Media).
W 2018 roku CJ E&M otworzyło biuro w Singapurze, w celu zwiększenia dystrybucji kanałów i wsparcia sprzedaży reklam w regionie. 10 maja tego roku ogłoszono też, że w lipcu CJ E&M połączy się z CJ O Shopping, tworząc nową firmę CJ ENM (skrót od „Entertainment and Merchandising”).
Również w 2018 roku CJ E&M połączyła się z CJ O Shopping Corporation, tworząc nową spółkę o nazwie CJ ENM.
W 2020 roku firma zawarła umowę typu First Look z Warner Horizon.
Na początku grudnia 2021 r. CJ ENM nawiązał współpracę z ViacomCBS (obecnie Paramount Global) w celu wprowadzenia Paramount+ do TVING wraz z koprodukcją w przyszłych projektach.
W styczniu 2022 r. CJ ENM kupił większościowy pakiet Endeavour Content i we wrześniu 2022 r. zmienił nazwę na Fifth Season. W grudniu 2023 roku Toho, poprzez swoją spółkę zależną Toho International, ogłosiło zamiar nabycia 25% Fifth Season za 225 milionów dolarów.

## Działy

### CJ ENM Entertainment Division
Media Content – działalność jako firma medialna i produkcja programów telewizyjnych.
- Mnet
  - Mnet Japan - dostępny w Japonii.
  - Mnet America - dostępny w Stanach Zjednoczonych, Kanadzie i Ameryce Łacińskiej.
  - M2
  - Studio CHOOM
- tvN
  - tvN Asia - dostępne w Hongkongu, Tajwanie, Indonezji, Malezji, Birmie, Filipinach, Singapurze i Malediwach.
  - tvN Africa - dostępne we wszystkich krajach Afryki.
  - tvN Drama (dawniej OtvN)
  - tvN Show (dawniej XTM i XtvN)
  - tvN Story (wcześniej znana jako pierwsza iteracja Olive)
  - TVN D (dział treści internetowych)
  - tvN Sports (wcześniej znana jako druga odsłona Olive)
  - tvN Movies - dostępny w Hongkongu, Indonezji, Malezji i na Filipinach.
- OCN
  - OCN Movies (dawniej Home CGV i Channel CGV)
  - OCN Movies 2 (dawniej OCN Action, Super Action i OCN Thrills)
  - OCN Studio (podział treści)
- CATCH ON
  - CATCH ON 1
  - CATCH ON 2
  - CATCH ON VDO
- Chunghwa TV
- Tooniverse
- DIA TV
- UXN
- Studio Dragon
  - Culture Depot
  - GT:st
  - Gill Pictures
  - Hwa&Dam Pictures
  - KPJ Corporation
  - Studio Dragon Japan (Japonia; współwłasność z Line Digital Frontier i CJ ENM)
  - Mega Monster (5,86%)
  - Merrycow Creative (19%)
  - Next Scene (19,98%)
- CJ ENM Studios
  - Blaad Studio
  - Bon Factory Worldwide
  - Egg Is Coming
- JS Pictures
- AStory (10.71%)
- Studio Take One
- Fifth Season (współwłasność z Endeavor i Toho International)
- CJ ENM Digital Studio
  - The Bob Studio
  - Sapiens Studio
  - Studio Waffle

Film – prowadzenie działalności jako wytwórnia filmowa, wydawnictwo filmowe, produkcja inwestycji filmowych.
- CJ Entertainment
  - Cinema Service
  - Dexter Studios (5%)
  - Filament Pictures
- Skydance Media (nieznany odsetek; mieszka w Stanach Zjednoczonych)
- CJ ENM Studios
  - JK Film
  - M Makers
  - Moho Film
  - Yong Film Inc.
- Studio Dragon
- 413 Pictures
  - Movie Rock (20%)
- True CJ Creations – spółka joint venture z True Corporation z Tajlandii, wykorzystywana głównie do tworzenia tajskich adaptacji programów Studio Dragon.

Music – działalność jako zarząd artystów, wytwórnia płytowa, firma zajmująca się produkcją muzyczną, organizacja wydarzeń, firma zajmująca się produkcją koncertów, wydawnictwo muzyczne i firma inwestująca w rozrywkę.
- Kierownictwo
  - 143 Entertainment
  - Wake One
  - AOMG
  - H1ghr Music
  - Amoeba Culture
  - Swing Entertainment
  - Lapone Entertainment (z siedzibą w Japonii, współzarządzany przez Yoshimoto Kogyo)
  - Biscuit Entertainment
- Dystrybucja
  - Stone Music Entertainment
  - Genie Music (15,35%)

Convention – działająca jako firma zajmująca się produkcją koncertów, produkcją festiwalową i produkcją nagród.
- MAMA Awards
- KCON
- Valley Rock Music & Arts Festival
- Get It Beauty CON
- OLive CON

Performing Arts – działająca jako firma zajmująca się produkcją teatralną.
Animation – działająca jako firma produkująca animacje, wydawnictwo animacyjne, produkcja inwestycji animacyjnych oraz merchandising treści animacyjnych.
- InfinityOne Comics Entertainment
- Studio Bazooka
- CJ ENM Studios
  - Cartoon Family

Media Solution – opracowywanie i produkcja treści marketingowych oraz dostarczanie zintegrowanych rozwiązań marketingowych.

### CJ ENM Commerce Division
- CJ O Shopping
  - CJ OnStyle
  - CJ O Shopping China
  - CJ O Shopping India
  - CJ O Shopping Japan
  - CJ O Shopping Türkiye
  - CJ O Shopping Việt Nam
  - CJ Grand (spółka joint venture z Televisa, zamknięta w 2019 roku)
  - GMM CJ O Shopping (spółka joint venture z GMM Grammy)
  - O Shopping (spółka joint venture z ABS-CBN, zamknięta w 2020 roku)